# Club de Fútbol Damm
El Club de Fútbol Damm 
es un club de fútbol español de la ciudad de Barcelona, del distrito de Nou Barris. Se dedica exclusivamente al fútbol base y su único objetivo es la formación deportiva y humana de jóvenes de entre 6 y 18 años mediante la práctica de fútbol. Forma parte de la acción social de la Fundació Estrella Damm, de la empresa cervecera del mismo nombre.

## Historia
El club se fundó en 1954, siendo Antonio Carrera el primer presidente, que fue seguido en el cargo por hombres como Francesc Barcons, Àngel Rodríguez y Antonio Guiu. En 1959 accedió a la presidencia Josep Barcons, quien se mantuvo en el cargo hasta 2011, cuando fue relevado por Ramon Agenjo.
Comenzó con un equipo juvenil, integrado por jugadores de 15 a 18 años. En 1973, la entidad estaba formada por 8 equipos y 150 jugadores, hoy en día hay 200 jugadores repartidos en 11 equipos y 64 niños de la escuela de fútbol base.
El primer equipo juvenil del C. F. Damm se ha mantenido prácticamente siempre en la élite del fútbol juvenil español, compitiendo con equipos de los clubes profesionales del fútbol español. Su mayor logro fue alcanzar la final de la Copa del Rey en 1967, tras apear al Real Madrid, aunque perdió la final ante el Athletic Club.

## Uniforme
- Uniforme titular: Camisa roja, pantalón rojo, medias rojas.
- Uniforme visitante: Camisa verde, pantalón verde, medias verdes.
- Uniforme alternativo: Camisa negra, pantalón negro, medias negras.

## Jugadores destacados
- Mohamed Ezzarfani
- Pepin Cabezas
- Josep Manel Casanova
- Álvaro Vázquez
- Marc Navarro
- David Charcos
- Jaume Creixell
- Adam Bel Ghazi
- Álex Fernández
- Dani García
- Sergio García
- Antonio Lima
- Ildefons Lima
- Jordi Masnou